# Neocupropsis leylandii
Neocupropsis leylandii là một loài thực vật hạt trần trong họ Cupressaceae. Loài này được A.B. Jacks. & Dallim. de Laub. mô tả khoa học đầu tiên năm 2009.